# La capricciosa corretta
La capricciosa corretta (título original en italiano; en español, La caprichosa corregida) es una ópera cómica en dos actos, con música de Vicente Martín y Soler según un libreto de Lorenzo Da Ponte, basado en William Shakespeare. Se estrenó en el King's Theatre de Haymarket de Londres el 27 de enero de 1795.
Se estrenó bajo el título de La scuola dei maritati. Otros títulos por los que se conoce a esta ópera Gli sposi in contrasto y también La moglie corretta. El estreno fue un éxito.
Esta ópera rara vez se representa en la actualidad; en las estadísticas de Operabase aparece con sólo una representación en el período 2005-2010.

## Discografía
- La Capricciosa Corretta, con Les Talens Lyriques dirigida por Christophe Rousset. Intérpretes: Margueritte Krull (Ciprigna), Josep Miquel Ramón (Fiuta), Yves Saelens (Lelio), Enrique Baquerizo (Bonario), Carlos Marin (Don Giglio), Katia Velletaz (Isabella), Raffaella Milanesi (Cilia), Emiliano González Toro (Valerio). Grabación en estudio. Naive, 2003. Astrée Naive E 8887